# Аркадіуш Бонк
Аркадіуш Бонк (пол. Arkadiusz Bąk, нар. 6 жовтня 1974, Старгард-Щецинський) — колишній польський футболіст, півзахисник.
Насамперед відомий виступами за варшавську «Полонію», а також національну збірну Польщі.

## Клубна кар'єра
У дорослому футболі дебютував 1993 року виступами за команду познанської «Олімпії», в якій провів два сезони, взявши участь у 32 матчах чемпіонату. 
Згодом з 1995 по 1997 рік грав у складі команд клубів «Лехія» (Гданськ), «Аміка» (Вронкі) та «Рух» (Хожув).
Своєю грою за останню команду привернув увагу представників тренерського штабу клубу «Полонія», до складу якого приєднався 1997 року. Відіграв за команду з Варшави наступні п'ять сезонів своєї ігрової кар'єри. Більшість часу, проведеного у складі «Полонії», був основним гравцем команди.
2002 року пробував сили в англійському чемпіонаті у складі «Бірмінгем Сіті», втім закріпитися в «основі» цього клубу не зміг і, провівши лише 4 матчі чемпіонату, повернувся на батьківщину. Грав за «Відзев», «Полонію», «Аміку» та познанський «Лех».
Завершив професійну ігрову кар'єру у клубі «Флота», за команду якого виступав протягом 2007—2008 років.

## Виступи за збірну
1998 року дебютував в офіційних матчах у складі національної збірної Польщі. Протягом кар'єри у національній команді, яка тривала 5 років, провів у формі головної команди країни 13 матчів.
У складі збірної був учасником чемпіонату світу 2002 року в Японії і Південній Кореї.

## Титули і досягнення
- Чемпіон Польщі (1):

«Полонія»: 1999-2000
«Вісла» (Краків): 2000-01, 2002-03, 2003-04, 2004-05
- Володар Кубка Польщі (1):

«Полонія»: 2000-01
- Володар Кубка Польської Ліги (1):

«Полонія»: 2000